# Frank Margerin
 Der er for få eller ingen kildehenvisninger i denne artikel, hvilket er et problem. Du kan hjælpe ved at angive troværdige kilder til de påstande, som fremføres i artiklen.

Frank Margerin (født 9. januar 1952 i Paris) er en fransk illustrator. Margerins første tegneserie var Simone et Léon i 1975. Hans første album Frank Margerin présente blev udgivet i 1978.
I 1982 skabte han Albert et Mauricette, og to år senere lavede han Skoup og Max Flash, et tegneserieeventyr om to journalister skrevet af Phil Casoar.
Men hans mest populære karakter, der er skabt i 1979, er Lucien (Egon på dansk), en rocker med et blødt hjerte, en letgenkendelig frisure og en stor næse. De første tre album i serien blev udgivet på dansk af Interpresse i 1983-84 under navnet Sjukkerne.
I 1989 skabte han figuren Manu, som optræder i tegnefilmen af samme navn.
I 1992 modtog Margerin Grand Prix de la Ville d'Angoulême under den årligt tilbagevendende tegneseriefestival i Angoulême.
I september 2008 udkom det niende Lucien-album.